# うるま市立津堅小中学校
うるま市立津堅小中学校（うるましりつ つけんしょうちゅうがっこう）は、沖縄県うるま市勝連津堅にある公立（市立）の小中学校である。
また、同校は小中学校併設校であり、うるま市立津堅幼稚園（休園中）とも併設している。

## 概要

### 学校教育目標
- 自ら学ぶ子 心豊かな子 丈夫な体の子

### うるま市立津堅小学校（小学部）
- 児童数 : 2人（1クラス）
- 教員数 : 3人

### うるま市立津堅中学校（中学部）
- 生徒数 : 7人（2クラス）
- 教員数 : 7人

## 通学区域
- 津堅全域